# V748 Андромеды
V748 Андромеды (лат. V748 Andromedae) — двойная затменная переменная звезда типа W Большой Медведицы (EW) в созвездии Андромеды на расстоянии приблизительно 3223 световых лет (около 988 парсеков) от Солнца. Видимая звёздная величина звезды — от +14,21m до +13,8m. Орбитальный период — около 0,304 суток (7,2951 часа).

## Характеристики
Первый компонент — жёлтый карлик спектрального класса G-F. Масса — около 1,2 солнечной, радиус — около 1,19 солнечного, светимость — около 1,37 солнечной. Эффективная температура — около 5990 K.
Второй компонент — жёлто-белая звезда спектрального класса F. Масса — около 0,17 солнечной, радиус — около 0,49 солнечного, светимость — около 0,31 солнечной. Эффективная температура — около 6446 K.